# Karasîn, Sarnî
Karasîn (în ucraineană Карасин) este o comună în raionul Sarnî, regiunea Rivne, Ucraina, formată numai din satul de reședință.

## Demografie
Componența lingvistică a comunei Karasîn
     Ucraineană (99,54%)
     Alte limbi (0,46%)
Conform recensământului din 2001, majoritatea populației comunei Karasîn era vorbitoare de ucraineană (99,54%), existând în minoritate și vorbitori de alte limbi.